# 大卫花蟹蛛
大卫花蟹蛛（学名：Xysticus davidi）为蟹蛛科花蟹蛛属的动物。在中国大陆，分布于内蒙古等地。该物种的模式产地在内蒙古。